# 溧水县
溧水縣，中国南京市旧县名，即今江苏省南京市溧水区和高淳区前身。

## 历史
隋朝开皇十一年（591年），析溧阳县西北境及故丹阳县（治今南京市江宁区小丹阳）地东部置溧水县。元朝时，升为溧水州。明朝洪武二年（1369年）降为县，属于应天府。弘治四年（1491年），又划出高淳镇置高淳县。清朝时，属江宁府。
1949年4月23日，中国人民解放军第35军攻占南京城。25日，解放军追击国军进入溧水县境，宣告“溧水解放”。28日，中国人民解放军第34军进入溧水县城。同日，中共任命的县长张君实抵达溧水。30日，中共溧水县委书记苏进程等人抵达溧水，公布政府行政机构和工作人员名单。5月1日，宣布溧水县人民政府成立。1949年后从南京划出，属镇江专区，1958年属常州专区，1959年9月，属镇江专区。1983年1月，划回南京市。2013年撤县设区。